# Paralimni
Paralimni är en stad i Famagusta distrikt på Cypern.

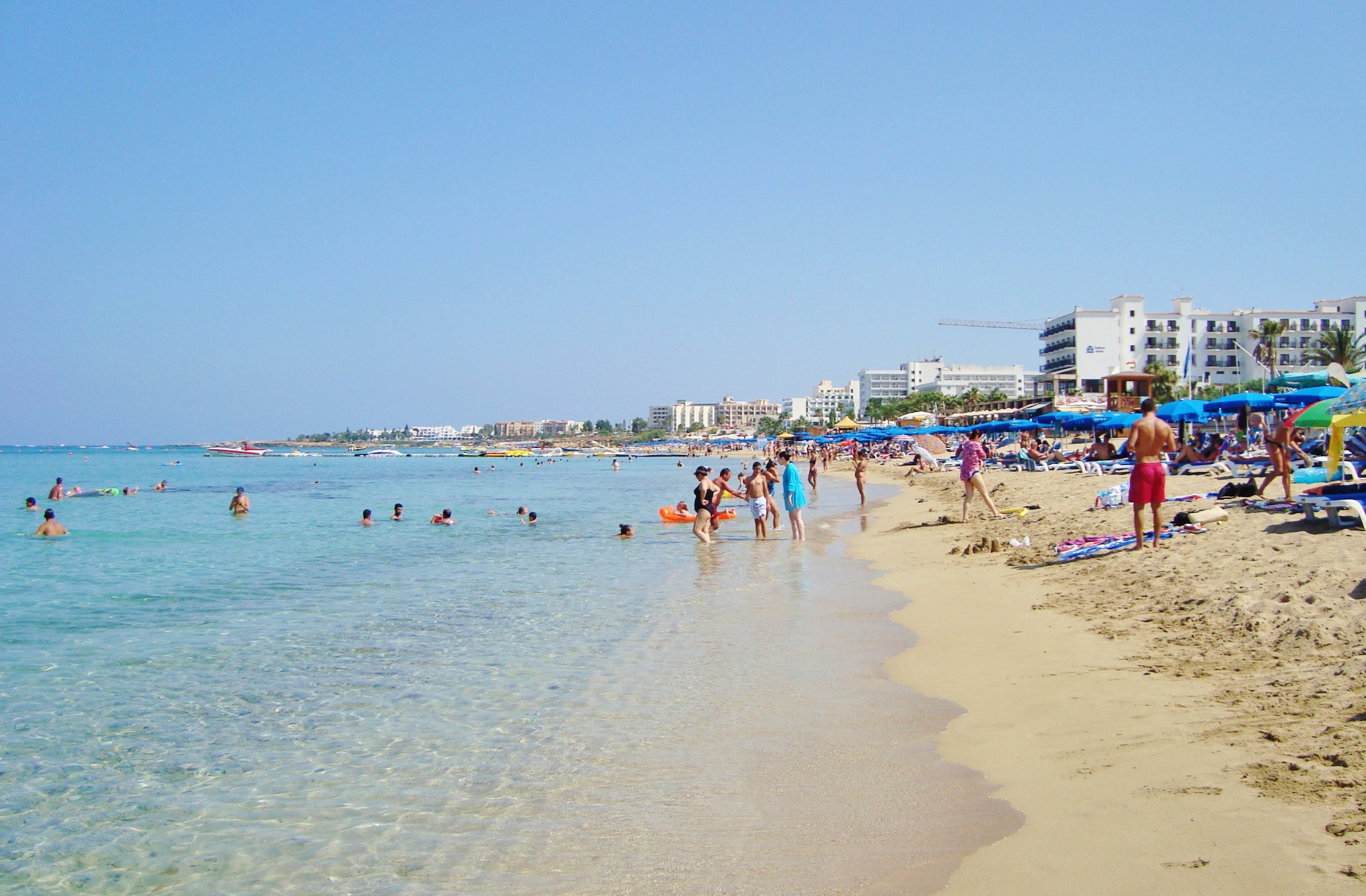
Strand i Protaras som ingår i Paralimnis kommun, juni 2011.

## Klimat
|                                            | Jan  | Feb  | Mar  | Apr  | Maj  | Jun  | Jul  | Aug  | Sep  | Okt  | Nov  | Dec  |
| ------------------------------------------ | ---- | ---- | ---- | ---- | ---- | ---- | ---- | ---- | ---- | ---- | ---- | ---- |
| Normaldygnets maximitemperaturs medelvärde | 15,9 | 16,4 | 19,1 | 22,3 | 26,5 | 30,4 | 32,9 | 33,3 | 31,0 | 27,6 | 22,2 | 17,9 |
| Normaldygnets minimitemperaturs medelvärde | 8,1  | 8,0  | 9,5  | 12,1 | 16,3 | 20,7 | 23,4 | 23,8 | 21,1 | 17,4 | 12,7 | 9,6  |
|                                            |      |      |      |      |      |      |      |      |      |      |      |      |
| Nederbörd                                  | 97,3 | 58,1 | 27,0 | 17,1 | 7,3  | 0,1  | 0,0  | 0,8  | 6,0  | 16,2 | 32,8 | 68,4 |

| Diagram | temperaturer i °C • månadsnederbörd i mm • Källa: WMO | temperaturer i °C • månadsnederbörd i mm • Källa: WMO | temperaturer i °C • månadsnederbörd i mm • Källa: WMO | temperaturer i °C • månadsnederbörd i mm • Källa: WMO | temperaturer i °C • månadsnederbörd i mm • Källa: WMO | temperaturer i °C • månadsnederbörd i mm • Källa: WMO | temperaturer i °C • månadsnederbörd i mm • Källa: WMO | temperaturer i °C • månadsnederbörd i mm • Källa: WMO | temperaturer i °C • månadsnederbörd i mm • Källa: WMO | temperaturer i °C • månadsnederbörd i mm • Källa: WMO | temperaturer i °C • månadsnederbörd i mm • Källa: WMO | temperaturer i °C • månadsnederbörd i mm • Källa: WMO |
|         | 97 16 8                                               | 58 16 8                                               | 27 19 10                                              | 17 22 12                                              | 7 27 16                                               | 0 30 21                                               | 0 33 23                                               | 1 33 24                                               | 6 31 21                                               | 16 28 17                                              | 33 22 13                                              | 68 18 10                                              |

## Bilder

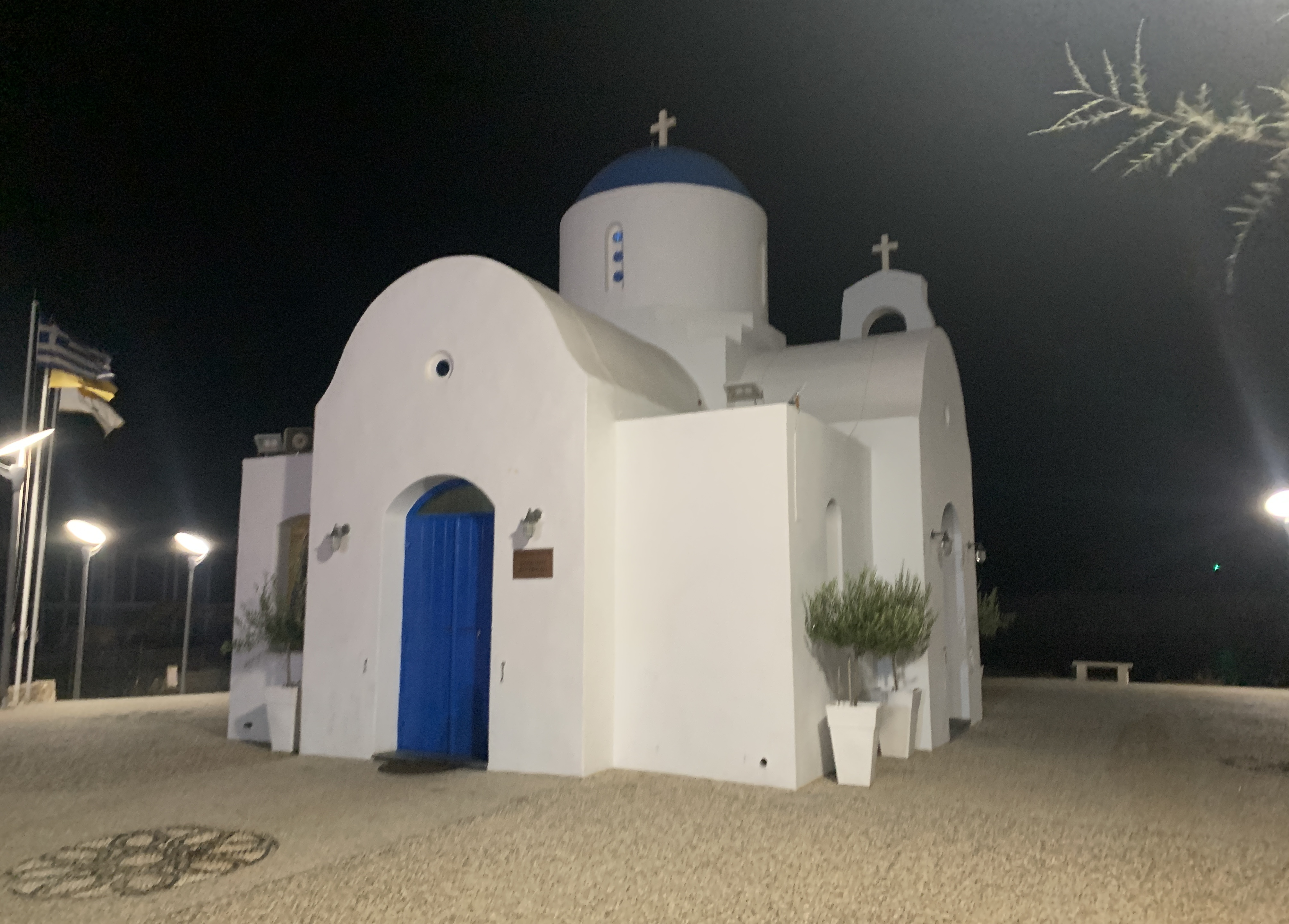
Sankt Nikolai kapell i Paralimni.